# سیبل هدینگم
سیبل هدینگم (به انگلیسی: Sible Hedingham) یک روستا و محله مدنی در بریتانیا است که در Braintree واقع شده‌است. سیبل هدینگم ۳٬۹۹۴ نفر جمعیت دارد.